# Sarad (öar)
Sarad är öar i Eritrea.   De ligger i regionen Norra rödahavsregionen, i den nordöstra delen av landet, 120 km nordost om huvudstaden Asmara.